# Лоренцвайлер (комуна)
Лоренцвайлер (люксемб. Luerenzweiler, фр. Lorentzweiler, нім. Lorentzweiler) — комуна Люксембургу. Входить до складу кантону Мерш в окрузі Люксембург.

## Географія
Площа території комуни становить 17,45 км² (69-е місце за цим показником серед 116 комун Люксембургу).
Висота найвищої точки комуни над рівнем моря складає 436 метрів (32-е місце за цим показником серед комун країни), найнижчої — 219 метрів (39-е місце).

## Демографія
Станом на 2011 рік на території комуни мешкало 3 438 ос.
Динаміка чисельності населення:

## Адміністративний поділ
До складу комуни входять такі поселення:
| Поселення    | Населення за даними переписів: | Населення за даними переписів: | Населення за даними переписів: |
| Поселення    | на 31.03.1981                  | на 01.03.1991                  | на 15.02.2001                  |
| ------------ | ------------------------------ | ------------------------------ | ------------------------------ |
| Блашетт      | 304                            | 319                            | 447                            |
| Бофферданж   | 402                            | 695                            | 772                            |
| Хельмданж    | 634                            | 642                            | 614                            |
| Хунсдорф     | 326                            | 359                            | 397                            |
| Лоренцвайлер | 782                            | 758                            | 743                            |